# Pedro Suárez-Vértiz
Pedro Martín José María Suárez Vértiz Alva (Callao, 13 de febrero de 1969-Lima, 28 de diciembre de 2023), más conocido como Pedro Suárez-Vértiz, fue un músico, cantante, compositor y productor peruano de pop-rock, además de escritor. Luego de pertenecer al grupo Arena Hash en los años 80, con el cual realizó 2 álbumes, inició su carrera como solista y lanzó con éxito los discos (No existen) Técnicas para olvidar (1993), Póntelo en la lengua (1996), Degeneración actual (1999), Play (2004), Talk show (2006) y Amazonas (2009).
Trabajó como columnista en el diario El Comercio y publicó su obra: Yo, Pedro. Tras ser diagnosticado de parálisis bulbar en 2011, una enfermedad que finalmente le hizo alejarse de los escenarios, ya que le había provocado dificultades en el habla (disartria), falleció el 28 de diciembre de 2023, a la edad de 54 años a causa de un paro cardiaco. Tal como lo recuerda el crítico musical Francisco Melgar: «Se convirtió en el compositor de canciones de rock más exitoso durante casi veinticinco años». Pedro Suárez-Vertiz, considerado como leyenda del rock peruano, es reconocido por Billboard como «ícono del rock peruano» y su canción Los globos del cielo, como «una obra maestra atemporal del rock en español».

## Biografía
Hijo de Germán Hernando Suárez Vértiz Reyes (director del Museo de Arte de Lima e hijo del pintor Germán Suárez Vértiz) y Rosita Alva, nació el 13 de febrero de 1969, en el Hospital Naval de Callao, ello debido a que su madre y abuelo materno pertenecieron a la Marina de Guerra del Perú. Es hermano mayor del también músico Patricio Suárez-Vértiz y de María Fe Suárez Vértiz. Vivió toda su infancia y adolescencia en San Isidro, junto al parque El Olivar.
A los nueve años en el Colegio María Reina Marianistas, en 1978, compuso por el Día de la Madre un relato acerca de reflexiones sobre el nacer. Ya en la secundaria, sus escritos empezaron a ser musicalizados al formar una primera banda con su hermano y amigos llamada Paranoia. Posteriormente, formó el grupo Arena Hash, en el cual tocaba la guitarra, componía y cantaba todas las canciones.
Paralelamente a su carrera musical con Arena Hash, ingresó, por la Pre Lima, a la Universidad de Lima y eligió la carrera de Ciencias de la Comunicación, graduándose a los 21 años en la especialidad de radio, cine y televisión.

### Carrera artística
Conforme al criterio del crítico musical Francisco Melgar, su trayectoria artística se puede clasificar en tres estilos distintivos. El primer estilo abarca géneros como el funk, el soul y el rock. El segundo estilo se manifiesta en el rock clásico, tal como lo evidencia el álbum (No existen) Técnicas para olvidar. Por último, Melgar señala que el álbum Póntelo en la lengua: «representó un retorno a la colaboración con Garrido y se convirtió en el disco más exitoso de su carrera». Con su enfoque pop y su cuidado en el estudio, el crítico señaló que este álbum «consolidó a Suárez Vértiz como la figura más prominente de la escena musical peruana en los años 90 [y] se convirtió en el compositor de canciones de rock más exitoso durante casi 25 años, manteniendo su estilo sin necesidad de modificarlo para seguir siendo relevante en la industria».

#### 1985-1991: Con Arena Hash
Pedro Suárez Vértiz formó junto a su hermano Patricio su primer grupo al que llamaron Paranoia. Poco tiempo después, a los 16 años de edad, fue gestor de la banda Arena Hash en 1985 y firmó con el sello discográfico CBS tres años más tarde. El grupo lanzó dos discos: Arena Hash (1988) y Ah Ah Ah (1991).

#### 1993-2000: Primeros álbumes de estudio
En 1993, lanzó su primer disco como solista titulado (No existen) Técnicas para olvidar con temas como «Cuéntame», «Globos en el cielo» y la balada «Me elevé». Gracias a este disco obtuvo un contrato con Sony Music. En 1996, lanzó su segundo disco titulado Póntelo en la lengua con temas como «Los globos del cielo», «Mi auto era una rana» y «Me estoy enamorando». El disco superó las 40 mil copias vendidas y obtuvo el triple disco de platino en Perú.
El tema «Mi auto era una rana» musicalizó la película peruana No se lo digas a nadie, mientras que «Me estoy enamorando» formó parte de la telenovela chilena A todo dar, realizada por Mega en 1998. En ese mismo año, luego de la Super Feria de la Molina (Julio), un canal de televisión realizó un especial llamado Hecho en el Perú, en su segunda edición, esta vez con el rock, para lo cual Pedro formó un minigrupo con Patricio Suárez-Vértiz, German González y Anna Carina.
En 1999, lanzó su tercera producción titulada Degeneración actual, que contó con experimentaciones en estilos como el hip hop, el reggae, el ska y la electrónica. De este álbum figuran temas como «Degeneración actual», «Un vino, una cerveza», «Alguien que bese como tú» y «El tren sexual». Otras canciones del álbum como «Placeres y dolor» y «Cuando el sol va a salir» fueron conocidas por su aparición en la serie peruana Mil oficios.

#### 2003-2008:PlayyTalk Show
En 2003, lanzó su primer disco de grandes éxitos titulado Anécdotas, donde recopila los éxitos de sus tres primeros discos. Para su siguiente producción, terminó su contrato con Sony Music y lanza con su propio sello Solver Label el disco Play (2004), donde destacan los temas «Bailar», «Lo olvidé» y «Cuando pienses en volver». En 2005, su tema «El triunfo tan soñado» fue el himno de la Copa Mundial de Fútbol Sub-17 que se celebró en Perú, que luego se incluiría en su siguiente producción discográfica.
En 2006, lanzó su disco Talk Show, con temas como «No llores más, morena» y «Como las mariposas», el cual se incluyó en la banda sonora de la película Talk Show. Al año siguiente, publicó su segundo disco recopilatorio donde repasa los éxitos de los álbumes Play (2004) y Talk Show (2006). Para este disco Pedro firma con la compañía discográfica Warner Music Spain.

#### 2009-2012:AmazonasyPonerme a volar
En 2009, Pedro Suárez-Vértiz presentó Amazonas, bajo la producción de Thom Russo. Esta fue grabada entre Los Ángeles y Londres. Como primer sencillo lanza el tema «Amazonas», canción latina representativa de Expo-Zaragoza '08. La canción, además, identificó la campaña Reciclar Mueve el Mundo del Ayuntamiento de Madrid en España con motivo del Día Mundial del Medio Ambiente. El segundo sencillo, «Nadia», canción que interpretó a dúo con el tenor peruano Juan Diego Flórez, tema que en noviembre entra al Billboard entre las 50 mejores canciones.
Durante el 2010 realizó una gira por Perú, Estados Unidos y España. El mismo año, Suárez-Vértiz lanzó Amazonas Uncut, edición especial de su anterior disco. Los años siguientes, realizó presentaciones en Madrid y en las ciudades italianas Milán y Roma, y tuvo una participación especial en el videoclip «Me cansé» de la cantante peruana Anna Carina en 2012. En 2013, Suárez-Vértiz y GianMarco grabaron el álbum recopilatorio El encuentro que contiene 16 temas, acompañado de un libro de gastronomía, el cual ha sido editado por una agencia bancaria para sus clientes.

#### 2013-2023:El encuentroyCuando pienses en volver
En 2014, produjo el evento Cuando pienses en volver, un homenaje a su música con la presencia de muchos artistas peruanos e internacionales, donde también se produjo un disco llamado homónimamente como dicho festival pero en el cual cantaba Pedro Suárez-Vértiz (Banda), y es ahí donde ellos empiezan a realizar las presentaciones en conciertos bajo dicho nombre permitido por Pedro.
El 13 de enero de 2017, lanzó una nueva canción, tras ocho años sin sacar nuevas producciones, con ayuda de su banda homónima, llamada Siempre aquí en mi piel. Se trata de un material inédito escrito entre 2009 y 2011. El 20 de julio de 2018, el Senado estadounidense, reconoció la trayectoria de Pedro Suárez-Vértiz en el marco del 197° Aniversario de la Independencia del Perú. El representante del Senado estadounidense Joseph Crowley, la OEA, y la sala de honores del Capitolio, entregaron al artista una medalla, una bandera de los EE. UU. doblada en triángulo, y una proclamación escrita a nombre del congreso estadounidense.
Pedro Suárez Vértiz fue seleccionado para componer la canción oficial de los Juegos Panamericanos Lima 2019. Durante los días 24 y 29 del mes de septiembre del 2019 se realizó el musical «Cuéntame» en el Anfiteatro del Parque de la Exposición con la producción de Los Productores.
El 18 de octubre de 2023, con ayuda de la inteligencia artificial, lanzó su última canción, titulada Amor, yo te perdí la fe. El tema, patrocinado por la empresa de lácteos Yoleit, había sido escrito previo a su pérdida vocal.

### Fallecimiento
A las 6:55 de la mañana del jueves 28 de diciembre de 2023, en su residencia situada en el distrito de Miraflores en Lima, falleció a la edad de 54 años. La causa de su muerte fue un paro cardiorrespiratorio, confirmado por un profesional médico.
Se le dio el último adiós en una misa de cuerpo presente en la Iglesia Virgen de Fátima, en el distrito de Miraflores. Horas después, sus restos fueron trasladados al camposanto Jardines de la Paz en el distrito de La Molina, donde finalmente fueron cremados.
Tras su fallecimiento, la revista Billboard lo apodó como «el ícono del rock peruano». A su vez, el congresista Alejandro Cavero elaboró un proyecto de ley para conmemorar su fallecimiento como «el día del rock peruano». El día se cambió al 13 de febrero, fecha de su nacimiento, y fue aprobado por el Congreso en 2024.
En 2024, se le realizó un concierto de homenaje llamado “Cuando pienses en volver”, que contó con la participación de artistas como Gianmarco, Eva Ayllón, Raúl Romero, Daniela Darcourt, Amy Gutiérrez, Pelo D'Ambrosio, Mar de Copas, Amén, Anna Carina, entre otros.

## Vida personal
Estaba casado con Cynthia Martínez con quien tuvo 3 hijos.
Padecía desde 2007 debido a la enfermedad atrofia muscular espinal presentaba dificultades al hablar y respirar, generalmente problemas de coordinación, intensidad de voz, dicción, etc. por lo cual, Pedro se tuvo que alejar de los escenarios.
Posteriormente su neurólogo confirmó de una parálisis bulbar.
Desde el año 2011, Pedro Suárez-Vértiz manifestó una evidente mala dicción. Él mismo explicó que era producto de un desorden nervioso muscular, que se evidencia con la edad, sumado a un déficit de atención crónico que lo hace lucir extremadamente distraído y enredado al hablar. Esto afectó en forma importante su canto. Pedro declaró arrepentirse de haber proclamado su defecto, pues solo provocó la atención sobre este.
En 2013, alejado de los escenarios publicó su primer libro: Yo, Pedro.

## Filmografía

### Televisión
- Los cuatro finalistas (2018-2019), jurado.

## Discografía
Álbumes de estudio
- 1993: (No existen) Técnicas para olvidar
- 1996: Póntelo en la lengua
- 1999: Degeneración actual
- 2004: Play
- 2006: Talk Show
- 2009: Amazonas

Álbumes colaborativos
- 2014: El encuentro (con Gian Marco)
- 2014: Cuando pienses en volver (con La Banda Original de Pedro Suárez-Vértiz)

Álbumes recopilatorios
- 2000: Lo mejor de Pedro Suárez-Vértiz vol. 1
- 2001: Lo mejor de Pedro Suárez-Vértiz vol. 2
- 2003: Anécdotas
- 2007: Pedro Suárez-Vértiz
- 2011: Ponerme a volar
- 2020: Pedro Suárez Vértiz para bebés (vol.1)

## Reconocimientos
- En marzo del 2010, Pedro Suárez-Vértiz recibió la más alta distinción musical que existe en su país, las Palmas Musicales «Eduardo Márquez Talledo», otorgada por la Asociación Peruana de Autores y Compositores, sólo recibida anteriormente y de manera honorífica por el presidente del Perú Alan García Pérez.
- Obtuvo discos de oro, doble platino y triple platino (Coperf-Sony Music).
- Fue artista del Año durante 4 años consecutivos según El Comercio.
- En septiembre de 2010, fue premiado en el Hylton Performing Arts Center de Washington con el galardón Save The Planet, en reconocimiento a su labor musical y benéfica hacia el medio ambiente.[36]
- En noviembre de 2012, recibe una medalla conmemorativa por los 50 años de la Universidad de Lima, en homenaje a su trayectoria musical.
- Obtuvo el Premio Luces especial por su trayectoria en 2013.[37]
- El 20 de julio de 2018, el Senado estadounidense, reconoció la trayectoria de Pedro Suárez-Vértiz en el marco del 197 Aniversario de la Independencia del Perú. El representante del Senado estadounidense Joseph Crowley, la OEA, y la sala de honores del Capitolio, entregaron al artista una medalla, una bandera de los EE. UU. doblada en triángulo, y una proclamación escrita a nombre del congreso estadounidense.[17][18][19][20]

### Otros
- En 2004 una votación del portal Ritmoson lo eligió como «Solista latino del año».[38]
- En octubre del 2010, el diario más leído de España, 20 minutos, eligió a Pedro Suárez-Vertiz como «El hombre más bello del Perú».[39]
- En 2024 fue nominado a los premios de la Cámara Peruana de la Música, realizado por la Apdayc y otros gremios de las artes musicales.[40] Obtuvo dos galardones que fueron recibidos póstumamente por Cynthia Martínez, viuda del cantante.[41]